# Capacité d'attention

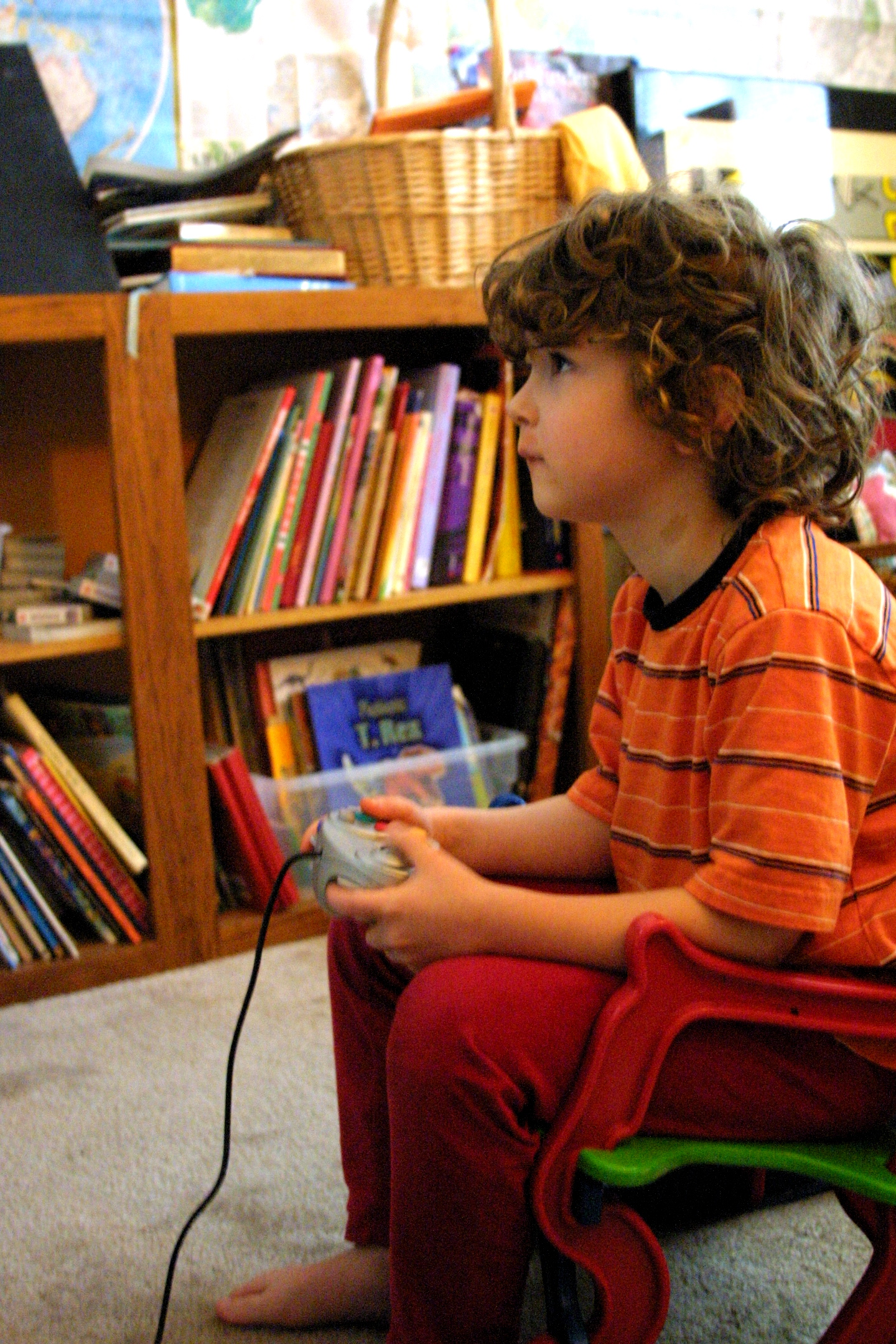
Un enfant se concentrant sur son jeu vidéo.

La capacité d'attention désigne le temps qu'un individu passe à se concentrer sur une tâche précise avant d'être distrait. La distraction se produit lorsque l'attention est détournée de manière incontrôlable vers une autre activité ou une autre sensation. Il se dit que former sa capacité d'attention fait partie de l'éducation, notamment en ce que cela permet le développement des compétences d'écoute et d'analyse.

## Capacité d'attention en fonction de l'âge
Les enfants plus âgés sont capables de périodes d'attention plus longues que les enfants plus jeunes. Les estimations courantes quant à la capacité d’attention des adolescents et des adultes en bonne santé l'estiment à 5 heures, un nombre en partie rendu possible par le fait que les individus peuvent choisir à plusieurs reprises de se recentrer sur la même chose . Cette capacité à renouveler son attention permet aux gens de « prêter attention » à des choses qui durent plus de quelques minutes, comme les longs films. Des études tendraient à montrer que, chez les humains, la capacité d'attention atteint son niveau le plus élevé au début de la quarantaine, puis diminue progressivement avec la vieillesse.
Il faut cependant faire attention à la manière dont sont menées les études expérimentales à ce sujet, car le type d'activité utilisé dans les tests de capacité d'attention affecte les résultats, les individus étant généralement capables d'une durée d'attention plus longue lorsqu'ils font quelque chose qu'ils trouvent agréable ou intrinsèquement motivant. L'attention est également accrue si la personne est capable d'effectuer la tâche avec fluidité, par rapport à une personne qui aurait des difficultés à accomplir la tâche, ou qui viendrait tout juste d'apprendre la tâche. La fatigue, la faim, le bruit et le stress émotionnel réduisent également l'attention consacrée à la tâche.

## Divers résultats expérimentaux
Dans une première étude sur l'influence du tempérament sur la capacité d'attention, les mères de 232 jumeaux ont été interrogées périodiquement sur les similitudes et les différences de comportement affichées par leurs jumeaux durant la petite enfance. Les résultats ont montré que chacune des variables comportementales (fréquence des colères, intensité des colères, irritabilité, pleurs et demande d'attention) avait une relation inverse significative avec la capacité d'attention. En d’autres termes, le jumeau avec la capacité d’attention la plus longue était également le jumeau le moins capricieux.
Une étude portant sur 2 600 enfants a révélé qu'une exposition précoce à la télévision vers l'âge de deux ans était associée à des problèmes d'attention ultérieurs tels que l'inattention, l'impulsivité, la désorganisation et la distraction,. Cette étude corrélationnelle ne précise pas si regarder la télévision augmente les problèmes d'attention chez les enfants, ou si les enfants qui sont naturellement enclins à l'inattention sont attirés de manière disproportionnée par la stimulation télévisuelle ; ou s'il existe un autre facteur, tel que les compétences parentales, qui doivent être également prises en compte.
Une autre étude examinant les relations entre la capacité d'attention et la persévérance des enfants à l'âge préscolaire et les résultats scolaires ultérieurs a révélé que la capacité d'attention et la persistance des enfants de quatre ans prédisaient de manière significative les résultats en mathématiques et en lecture qu'ils auraient à 21 ans. Par exemple, les enfants scolarisés sans la capacité d'être attentifs, de se souvenir des instructions et de faire preuve de maîtrise de soi, ont plus de difficultés à l'école primaire et tout au long du secondaire.
Dans une autre étude portant sur 10000 enfants (âgés de huit à 11 ans), des fluctuations de la capacité d’attention ont été observées pendant la journée scolaire, avec des niveaux d’attention plus élevés l’après-midi et des niveaux plus faibles le matin. L'étude a également révélé que la sensibilisation et la productivité des élèves augmentaient après un week-end de deux jours, mais diminuaient considérablement après les vacances d'été.